# Příběhy Dunka a Egga
Příběhy Dunka a Egga (v anglickém originále Tales of Dunk and Egg) je série fantasy novel amerického spisovatele George R. R. Martina zasazená do světa jeho ságy Píseň ledu a ohně. Hlavními hrdiny těchto příběhů jsou potulný rytíř ser Duncan Vysoký přezdívaný "Dunk" a jeho panoš Aegon, "Egg". Děj povídek se odehrává přibližně 90 let před událostmi Martinova románu Hra o trůny.
Martin dosud z této série publikoval tři novely – Potulný rytíř (The Hedge Knight, 1998), Přísežný meč (The Sworn Sword, 2003), a Tajemný rytíř (The Mystery Knight, 2010) a avizoval, že další povídky z této série budou následovat. Kolekce tří dosud vydaných novel s ilustracemi Gary Gianniho byla pod názvem A Knight of the Seven Kingdoms vydána v roce 2015. V češtině byly tři doposud vydané novely publikovány v roce 2014 vydavatelstvím Argo.

## Novely
Novela Potulný rytíř poprvé vyšla v srpnu 1998 v antologii Legends, jejímž editorem byl Robert Silverberg. Novela The Sworn Sword byla v roce 2003 vydána ve sbírce povídek Legends II. Třetí novela The Mystery Knight byla vydána v roce 2013 v antalogii Warriors, kterou editoval Gardner Dozois společně s George R. R. Martinem.
Česká vydání:
- Potulný rytíř, v: Legendy 2: Nové příběhy ze známých cyklů; Beta-Dobrovský & Ševčík 1999 (The Hedge Knight, in: Legends; Voyager Books 1998, české vydání je rozděleno do dvou knih)
- Přísežný meč, v: Rytíř Sedmi království; Argo 2014 (The Sworn Sword, in: Legends II; Del Rey Books 2003)
- Tajemný rytíř, v: Rytíř Sedmi království; Argo 2014 (The Mystery Knight, in: Warriors; Tor Books 2010)

Novely byly vydány také v podobě tří stejnojmenných komiksů, které vytvořili Ben Avery, Mike Crowell a ilustrátor Mike S. Miller:
- Potulný rytíř, Crew 2015 (The Hedge Knight, 2005)
- Přísežný meč, Crew 2015 (The Sworn Sword, 2008)
- Tajemný rytíř, Omega 2018 (The Mystery Knight, 2017)

## Děj

### Potulný rytíř
Po smrti starého potulného rytíře sera Arlana z Pennytree se jeho panoš Dunk, kterého umírající pasoval na rytíře, chopí jeho meče a zbroje a jako ser Duncan Vysoký se vypraví zúčastnit nastávajícího Ashfordského turnaje. Po cestě na klání se k vysokému rytíři připojí holohlavý chlapec Egg, který se i přes Dunkův prvotní odpor stane jeho panošem. Dunk chlapce nakonec přijme především proto, že sám byl sirotek a ser Arlan ho před lety podobným způsobem zachránil od bídného života v Králově přístavišti. Když dorazí na turnaj konaný na Ashfordské lučině, nikdo pravosti Dunkova rytířství nevěří a do turnaje je nakonec zapsán až díky přímluvě prince Baelora Targaryena, avšak musí si obstarat nový erb. Znak na štít mu namaluje pohledná dornská loutkařka Tanselle. Během turnaje je dívka napadena Baelorovým synovcem, princem Aerionem a na pomoc jí přispěchá právě Duncan, který se s Targaryenským princem zaplete do šarvátky. Před princovými strážemi zachrání Dunka jeho panoš Egg, který odhalí, že je uprchlým princem Aegonem - Aerionovým mladším bratrem.

Zadržený Dunk je kvůli napadení Aeriona předveden před prince Baelora a má být připraven o ruku a nohu. Svou nevinu chce dokázat v souboji, avšak Aerion požaduje "Souboj Sedmi", během něhož má dojít k souboji sedmi mužům proti sedmi. Na Duncanovu stranu se jako sedmý rytíř postaví i sám princ Baelor zvaný Kopílam, avšak v boji Baelora smrtelně zraní jeho bratr, princ Maekar bránící čest svého syna Aeriona. Dunkova strana přesto zvítězí, když Duncan v boji přemůže prince Aeriona a donutí ho odvolat své obvinění. Maekar po skončení turnaje nabídne Dunkovi místo u dvora, kde by směl vychovávat jeho syna Aegona. Duncan však odmítne a je mu dovoleno princova syna v anonymitě nadále vychovávat jako panoše Egga. V závěru se společně vydávají na cestu do Dorne.

### Přísežný meč
Duncan doprovázený Aegonem vstoupí do služeb sera Eustáca Osgreye, pána malého panství z Roviny sídlícího na hradě Nezlomu. Dunk společně s rytířem Bennisem Hnědým štítem zjišťuje, že poddaní lady Rohanny Webber vládnoucí v sousedním panství Chladné Vody postavili přes hraniční potok přehradu, čímž odvedli všechnu vodu tekoucí na panství Osgreyů. Poddaní Webberů odmítnou i přes výhrůžky přehradu zbořit a Bennis jednoho poraní mečem v obličeji. Po návratu na Nezlom se ser Eustác rozhodne domoci svých práv na Kostkovanou vodu násilím a povolá proto do zbraně poddané ze svých tří vesnic.
 V horkém létě úroda rychle schne. Eustác Osgrey pověří Bennise výcvikem hrstky odvedenců a Duncana vyšle vyjednávat s Rudou vdovou do Chladných Vod. V sídle Webberů se Dunk od rudovlasé lady Rohanny dozví, že ser Eustác stál během nedávné Černožárovy rebelie na straně poraženého Daemona Targaryena. V rozhodující bitvě na Rudé trávě padli i tři Eustácovi synové včetně Addama, do kterého byla Rohanna zamilovaná. Ser Eustác byl po válce zbaven většiny svého panství a ztratil i právo na hraniční potok, který tehdy připadl Webberům, což Rohanna doloží královskou listinou. Rudá vdova popuzená Dunkovými slovy odmítá rozebrání přehrady a namísto toho požaduje vydání rytíře Bennise k potrestání. Duncan šokovaný tím, že jej Osgrey obelhal a že v občanské válce stál na straně poraženého Daemona Černožára, se po návratu na Nezlom rozhodne vystoupit ze služeb starého pána. V noci před jejich odjezdem z Nezlomu však celý hrad probudí obrovský požár Watova lesa stojícího při hranici obou panství. Dunk vědom si obrovské převahy na straně Webberů pošle hrstku osgreyských bojovníků do jejich domovů, avšak čest mu nedovolí starého a osamoceného sera Osgreye opustit. Bennise nechávají střežit Nezlom a společně s Eggem a serem Eustácem vyráží ke Kostkované vodě.

U potoka se střetnou s lady Rohannou doprovázenou více než třicítkou jezdců. Ser Osgrey a lady Webber se vzájemně obviní ze zapálení lesa a spor má rozhodnout souboj Dunka s kastelánem Chladných Vod, Lucasem Lučištěm. Při boji Duncan utopí svého protivníka a těžce zraněný téměř sám v Kostkované vodě utone. Život mu zachrání mistr lady Rohanny a raněného jej odvezou na Chladných Vod. Po probuzení se Dunk dozví, že se ser Osgrey a lady Webber po jeho vítězství v souboji usmířili a dokonce se dohodli na vzájemném sňatku. Suchem vyprahlou zemi navíc zachránil déšť. Avšak Bennis, který měl bránit Nezlom, z hradu uprchl a vzal i zbývající osgreyské cennosti. Dunk se rozhodne opustit Rovinu. Při loučení mu lady Rohanna věnuje koně a Duncan si od ní vezme i pramínek jejich vlasů. Společně s Eggem pak zamíří na sever ke Zdi.

### Tajemný rytíř
Duncan s Aegonem mířící z Kamenného Septa na sever ke Zdi se nedaleko jezera Boží oko náhodou setkávají s průvodem rytířů mířících do Bělostěn, kde se má konat turnaj na počest zásnub lorda Butterwella s dcerou lorda Freye. Dunk se přes Eggovy protesty rozhodne turnaje rovněž zúčastnit jako tajemný "Šibeniční rytíř". Při cestě do Bělostěn se přidají k trojici potulných rytířů Kylu Kocourovi z Mlžného močálu, Glendonu Bleskovi a Maynardu Plummovi, od nichž se dozvědí, že cenou pro vítěze turnaje je dračí vejce. Mladý Glendon navíc odhalí, že jeho otec bojoval během války mezi Targaryeny na straně poraženého Daemona Černožára.

Dunk spolu s ostatními rytíři se v Bělostěnách dostane na velkolepou svatební hostinu. Po jejím skončení je dokonce vybrán, aby odnesl nevěstu na lože. V ložnici přiopilý Dunk náhodou spatří dračí vejce uschované pro vítěze turnaje a když si jej prohlíží, je okřiknut zeťem lorda Butterwella, Černým Tomem Heddlem. Krátce poté mu tajemný rytíř John Šumař oznámí, že jej zná ze svých snů a předpoví mu, že bude jednou sloužit jako člen Královské gardy. Během turnaje se Duncan utká s nenápadným serem Uthorem Podlistem, který jej však lehce porazí, když jej dřevcem zasáhne do helmy. Poražený a těžce zraněný Dunk se probere až po ošetření zdejším mistrem. Svou zbroj i koně dluží svému přemožiteli, avšak od sera Uthora se dozví, že byl neznámým rytířem uplacen, aby Dunka v souboji usmrtil. Turnajem nadále záhadně prochází John Šumař a Glendon Blesk se Dunkovi svěří, že se jej pokusili uplatit, aby Šumaře nechal v dalším kole vyhrát, což však mladý rytíř toužící po slávě odmítl. Dunk pochopí, že v Bělostěnách se připravuje vzpoura proti králi, v jejímž čele má stanout Černožárův utajený syn, Daemon mladší. Daemon vystupující jako John Šumař má v turnaji zvítězit a získat tak dračí vejce, načež by došlo k odhalení jeho totožnosti a přítomní lordi by se přidali na jeho stranu v nové rebelii.
  
Bělostěnami se záhy roznese, že bylo dračí vejce ukradeno. Z krádeže je obviněn Šumařův turnajový soupeř, ser Glendon Blesk, načež je zatčen a mučen. Duncan pátrající po zmizelém Eggovi je napaden dalším ze spiklenců serem Alynem Cockshawem, který mu před útokem přizná, že podplatil Uthora, aby jej zabil. Na pomoc zraněnému Dunkovi přispěchá Maynard Plumm a Cockshaw je Dunkem shozen do studny. Dunk nalezne Egga v septu, kde chlapec vyděsil lorda Butterwella tím, že mu odhalil svou totožnost a řekl o prozrazení jejich spiknutí. Butterwellův zeť Černý Tom Heddle chce prince Aegona zajmout. Dunk však Heddla přemůže a usmrtí.

Ukáže se, že Bělostěny byly obklíčeny vojskem vedeným královým pobočníkem Bryndenem Řekou známým jako Krvevran. Povstání je tak ještě před jeho vypuknutím potlačeno a Daemon, který se pokusí pobočníka vyzvat na souboj je zatčen a uvězněn. Lord Butterwell je ušetřen, avšak přijde o desetinu svého majetku a jeho sídlo Bělostěny jsou obsazeny a pobořeny. Dunk Bryndenovi vysvětlí, že se s princem do celé věci pouze nešťastnou náhodou připletli a Krvevran nakonec rytíře i prince propustí.